# Radmio i Ljubmir
Radmio i Ljubmir je pastirska ekloga hrvatskog književnika Džore Držića s kraja 15. stoljeća. Napisao ju je na (ijekavskom) dubrovačkom narječju hrvatskog jezika.
Prvo je hrvatsko dramsko djelo svjetovne naravi. Zbog tog se djela Džoru Držića smatra začetnikom suvremene hrvatske drame.
Pastorala Komedija Nikole Nalješkovića podsjeća na eklogu Radmio i Ljubmir. 
Godine 1963. otkriven je tzv. dublinski rukopis naslovljen Džorete Držića pjesni ke stvori dokle kroz ljubav bjesnješe u kojem su otkrivene neke nove Držićeve pjesme (a također se pokazalo da neke pjesme Držić nije napisao), ukupno 96 pjesama i drama Radmio i Ljubmir.